# 調布市立神代中学校
調布市立神代中学校（ちょうふしりつじんだいちゅうがっこう）は東京都調布市佐須町にある公立中学校である。
愛称は神中。

## 沿革
- 1947年4月22日に北多摩郡神代村立神代中学校として設置認可され、同年5月8日に元陸軍通信部隊兵舎建物を使用する形で開校した。
- 1953年7月18日 - 第1校舎（校長室、職員室、普通教室7）が落成する。以後、第3校舎（普通教室8、家庭科教室2・1956年2月竣工、1962年2月教室8を増築）、プール（1961年7月竣工）体育館（1963年7月竣工）が整備された。
- 1955年4月1日 -  町村合併により調布市立神代中学校と改称した。
- 1965年 - 分校が調布市立第四中学校として独立。
- 1973年8月30日 -  関東中学校野球選手権大会優勝。
- 1977年10月-  第44回NHK全国学校音楽コンクール全国コンクール最優秀賞受賞。
- 1982年10月-  第49回NHK全国学校音楽コンクール全国コンクール最優秀賞受賞。
- 2003年7月27日 -  陸上競技部、東京都総合体育大会で男子総合優勝。
- 2005年4月11日 -  学校給食開始。

## 教育方針

### 学校教育目標
1. 自ら学び、考える人になろう
2. 礼節を重んじ、思いやりのある人になろう
3. 骨身惜しまず、働く人になろう
4. 体を鍛え、健康な人になろう

## 周辺
- 晃華学園中学校・高等学校
- 上ノ原公園[2]
- 調布市立上ノ原小学校

## 著名な出身者
- 荒木大輔 - プロ野球選手
- 宮下昌己 - プロ野球選手
- 板倉賢司 - プロ野球選手
- 飯田哲也 - プロ野球選手
- 内藤典彦 - 俳優
- 伊東孝明 - 俳優、タレント
- 吉見友貴 - ピアニスト
- 平川怜‐プロサッカー選手
- 畑橋拓輝-プロサッカー選手